# Luanshya
Luanshya is een stad in de Zambiaanse provincie Copperbelt.
In 2018 telde de bevolking ongeveer 146.000 personen, daarmee was het de achtste stad van het land. In Luanshya werd in de 20e eeuw op grote schaal kopererts gedolven. De mijnbouwactiviteiten zijn teruggelopen omdat het inmiddels minder rendabel is geworden de voorraden in Luanshya te exploiteren.

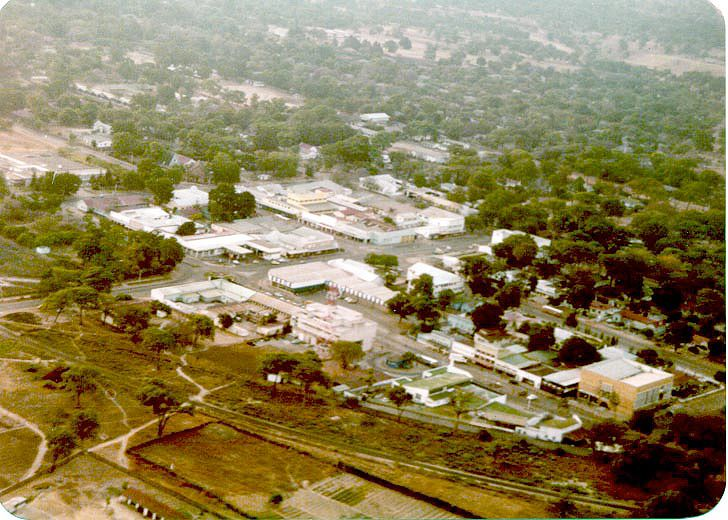
Luchtopname van Luanshya

## Geschiedenis
Bij Luanshya ligt de oudste kopermijn van Zambia. Toen William Collier, wiens gedenksteen tegenwoordig nog in de stad is te vinden, in 1902 op jacht was langs de Luanshya-rivier ontdekte hij aan de oever koper. De Roanantilope, die hij had geschoten, lag bovenop een steen waarin de ertsader duidelijk was te herkennen was. In 1930 ontstond de eerste nederzetting van mijnwerkers. Dit geldt als het ontstaan van Luanshya. De stad ontwikkelde zich rond twee activiteiten, want behalve de mijn kwam er ook een bestuurlijk centrum.

## Economie
De onderneming die vanaf het begin van de 20e eeuw de kopervoorraden ontsloot, kreeg de naam Roan Antelope Copper Mines Ltd. Tegenwoordig is de mijn onderdeel van de Zambia Consolidated Copper Mines, de mijn beschikt nog steeds over een van de rijkste ertsvoorraden in Zambia. Ook de Luanshya Copper Mines Plc. is nog in bedrijf maar de smelterij heeft de activiteiten beëindigd. 
Met de daling van de wereldmarktprijzen in de jaren 1990 werd de koperproductie onrendabel, de stad verloor toen bijna 20% van het aantal inwoners.
De mijnen werden overgenomen door Chinese investeerders. De werkgelegenheidssituatie verbeterde weer, hoewel er ook berichten kwamen over het niet nakomen van arbeidsvoorwaarden en andere reglementen.
Er kwamen in Luanshya ook andere activiteiten zoals een bedrijf dat sojabonen verwerkt. Agrarische producten die worden geteeld door kleinschalige boerenbedrijven in de omgeving zijn mais, tarwe en sojabonen.

##### Transport
Luanshya ligt aan het eind van een secundaire weg die aftakt van de hoofdweg tussen Ndola en Kitwe. Slechts weinig andere wegen verbinden Luanshya met andere delen van Zambia. Om die reden is er niet veel doorgaand verkeer noch daarmee samenhangende activiteiten.
Zambia Railways onderhoudt alleen vrachtverkeer tussen Luanshya en Ndola, voornamelijk ten dienste van de kopermijnen. Het dichtstbijzijnde station voor passagiersvervoer is in Ndola.

## Onderwijs
Luanshya beschikt over primair en secundair onderwijs en heeft een school voor gehandicapten. Er is een hogere beroepsopleiding waar docenten in technische vakken worden opgeleid. De meest gesproken taal in de stad is het Bemba.

## Geboren in Luanshya
- David Webster (1945–1989), Zuid-Afrikaans antropoloog en anti-apartheidsactivist
- James Chamanga (* 1980), voetballer
- Godfrey Chitalu (1947-1993), voetballer en voetbalcoach